# 조슈아 세스
조슈아 세스(영어: Joshua Seth, 1970년 12월 2일 ~ )는 미국의 성우, 기조 연설자, 유심론자, 희극인이다. 오하이오주 켄트 출신으로, 햄프셔 대학교와 티시 예술대학을 졸업하였다. 이후 성우로 활동하며 디지몬 어드벤처의 이시다 야마토 등을 연기했으며, 2006년 성우에서 은퇴한 뒤 마술사로 활동하며 무대쇼 투어를 진행하고 있다.